# Idioma proto-sinotibetano
El idioma proto-sinotibetano (pST) es el idioma o protolengua  hipotéticamente reconstruida de la que derivarían todas las lenguas sinotibetanas, entre ellas las lenguas siníticas, las lenguas tibetanas, el yi, el bai, el birmano, entre otras. Paul K. Benedict (1972) hizo una primera reconstrucción basada específicamente en el chino antiguo, el tibetano clásico, el jingpho, el birmano escrito, el garo y el mizo. Entre las reconstrucciones más modernas destaca la de Matisoff (2015) y Hill (2019).
Tradicionalmente se consideró que el proto-sinotibetano se dividió en dos ramas, una derivada a partir del proto-sinítico y otra derivada a patir del proto-tibeto-birmano, más recientemente algunos estudiosos han propuesto que esta división bipartita no está justificada, por lo que han propuesto llamar a la familia lingüística "transhimalaya".

## Aspectos históricos, sociales y culturales

### Historia
La región donde se pudo hablar proto-sinotibetano no se conoce con precisión, pero a partir de los datos de dispersión de las ramas, la estructura filogenética de la familia, así como las evidencias arqueológicas, que la región original donde se habló la protolengua puede estar relacionada con la cultura de Yangshao (c. 5000 - 3000 a. C.), una cultura neolítica que se extendía por las provincias de Henan, Shaanxi y Shanxi. A partir de ese foco algunos de los hablantes pudieron estar asociados con la cultura de Majiayao (c. 3300 - 2000 a. C.), que tal vez fue el origen de la subfamilia tibetano-birmana.

## Descripción lingüística
Las características reconstruidas incluyen prefijos como el causativo s-, el intransitivizador m-, los prefijos varios b-, d-, g- y r-, los sufijos -s, -t y -n, así como un conjunto de factores condicionantes que resultaron en el desarrollo del tono en la mayoría de los idiomas de la familia. La existencia de un sistema tan elaborado de cambios de inflexión en el proto-sinotibetano hace que la lengua se distinga de algunos de sus descendientes modernos, como las lenguas siníticas, que se han convertido en su mayoría o completamente en analíticas.
El proto-sinotibetano, al igual que el chino antiguo, también incluía numerosos grupos de consonantes y no era una lengua tonal.

### Fonología
Las siguientes tablas muestran el inventario fonológico del proto-sinotibetano reconstruido por Nathan Hill (2019).
| Consonantes | Consonantes | Labial | Coronal | Palatal | Velar | Labiovelar | Uvular | Labiouvular | Glotal |
| ----------- | ----------- | ------ | ------- | ------- | ----- | ---------- | ------ | ----------- | ------ |
| Nasal       | Nasal       | *m     | *n      |         | *ŋ    | *ŋʷ        |        |             |        |
| Oclusiva    | sonora      | *b     | *d      |         | *g    |            | *ɢ     | *ɢʷ         |        |
| Oclusiva    | sorda       | *p     | *t      |         | *k    | *kʷ        | *q     |             | *ʔ     |
| Africada    | sonora      |        | *dz     |         |       |            |        |             |        |
| Africada    | sorda       |        | *ts     |         |       |            |        |             |        |
| Fricativa   | Fricativa   |        | *(s)    |         |       |            |        |             |        |
| Aproximante | Aproximante |        | *l      | *j      |       |            |        |             |        |
| Rótica      | Rótica      |        | *r      |         |       |            |        |             |        |

Las consonantes /p t k q ʔ m n ŋ l r j/ pueden tomar posición de coda, así como el grupo /rl/. Aunque Hill no reconstruye /j/ como consonante inicial debido a que la reconstrucción del chino antiguo de Baxter y Sagart carece de tal fonema, menciona que Jacques y Schuessler sugieren una inicial /j/ para algunas palabras del chino antiguo debido a los posibles cognados del tibetanos o del rgyalrong. 
| Vocales | Anterior | Central | Posterior |
| ------- | -------- | ------- | --------- |
| Cerrada | i        |         | u         |
| Media   | e        | ə       | o         |
| Abierta |          | a       |           |

Hill también apunta que su reconstrucción es incompleta, ya que no tiene en cuenta la palatalización tibetana, la preglotalización proto-birmana, las aspiradas siníticas o la distinción de sílabas siníticas.

## Cambios fonéticos

### Cambios de consonante final
En la reconstrucción de Gong Huangcheng del proto-sinotibetano, las finales *-p, *-t, *-k, *-m, *-n y *-ŋ permanecieron en proto-sinítico y proto-tibetano-birmano. Sin embargo, en chino antiguo, las finales *-k y *-ŋ que seguían a una vocal cerrada *-i- sufrieron un cambio irregular de *-k > *-ty * -ŋ > *-n. En proto-tibetano-birmano, *-kʷ y *-ŋʷ sufrieron un cambio fonético para convertirse en *-k y *-ŋ respectivamente, mientras que en chino antiguo esas finales permanecieron sin cambios hasta el chino medio, donde las finales sufrieron el mismo cambio de sonido. 
Además, en proto-tibetano-birmano, las finales *-g, *-ɢʷ y *-d sufrieron los siguientes cambios:
1. *-d>*-y
2. *-ɢʷ>*-w
3. *-g>*-w cuando sigue a la vocal *-u-
4. *-g>*-∅ cuando sigue a la vocal *a y *-a-.

### Ejemplo de cambios fonéticos

#### Oclusivas finales sordas
|      | Proto-sinotibetano | Chino antiguo (Li Fang-Kuei) | Proto-tibeto- birmano |
| ---- | ------------------ | ---------------------------- | --------------------- |
| *-p  | *-jəp              | 汲 *kjəp                     | *ka·p                 |
| *-p  | *-jəp              | 泣 *khrjəp                   | *krap                 |
| *-p  | *-jəp              | 立 *(g-)rjəp                 | *g-ryap               |
| *-p  | *-jap              | 接 *tsjap                    | *tsyap                |
| *-p  | *-jup              | 入 *njəp                     | *nup~ *nip            |
| *-t  | *-iat              | 八 *priat                    | *b-r-gyat             |
| *-t  | *-iat              | 殺 *r-siat                   | *g-sat                |
| *-t  | *-uat              | 脫 *hluat                    | *g-lwat               |
| *-t  | *-jit              | 一 *·jit                     | *it                   |
| *-k  | *-ək               | 翼 *lək                      | *lak                  |
| *-k  | *-jək              | 織 *tjək                     | *tak                  |
| *-k  | *-jək              | 息 *sjək                     | *sak                  |
| *-k  | *-jək              | 食 *N-ljək                   | *(m-)lyak             |
| *-k  | *-jək              | 飼 *s-ljəks                  | *(s-)lyak             |
| *-k  | *-ik               | 節 *tsik＞*tsit              | *tsik                 |
| *-k  | *-ik               | 縊 *·iks, *·jiks             | *ik                   |
| *-k  | *-jik              | 蝨 *srjik＞*srjit            | *s-rik                |
| *-k  | *-juk              | 曲 *khjuk                    | *guk~kuk              |
| *-kw | *-əkw              | 毒 *dəkw                     | *duk~*tuk             |
| *-kw | *-jəkw             | 腹 *phjəkw, *bjəkw           | *pu·k~*buk            |
| *-kw | *-jəkw             | 六 *drjəkw                   | *d-ruk                |

#### Nasales finales
|       | Proto-sinotibetano | Chino antiguo (Li Fang-kuei) | Proto-tibeto- birmano |
| ----- | ------------------ | ---------------------------- | --------------------- |
| *-m   | *-əm               | 含 *gəm                      | *gam                  |
| *-m   | *-əm               | 頷 *gəm                      | *gam                  |
| *-m   | *-jəm              | 飲 *·jəmx                    | *am                   |
| *-m   | *-jəm              | 尋 *ljəm                     | *la[·]m               |
| *-m   | *-jim              | 坅 *khjamx “pit”             | *kim                  |
| *-m   | *-um               | 三 *səm                      | *g-sum                |
| *-m   | *-jum              | 尋 *ljəm                     | *lum                  |
| *-n   | *-an               | 乾 *kan                      | *kan                  |
| *-n   | *-jin              | 辛 *sjin                     | *m-sin                |
| *-ng  | *-jəng             | 夢 *mjəngs                   | *mang                 |
| *-ng  | *-jəng             | 蒸 *tjəng                    | *tang                 |
| *-ng  | *-jang             | 紡 *phjangx                  | *pang                 |
| *-ng  | *-jang             | 涼 *grjang                   | *grang                |
| *-ng  | *-jang             | 迎 *ngrjang                  | *ngang                |
| *-ng  | *-ing              | 盈 *bling                    | *bling~pling          |
| *-ng  | *-jing             | 年 *ning＞*nin               | *ning                 |
| *-ng  | *-jing             | 名 *mjing                    | *r-ming               |
| *-ng  | *-jing             | 甥 *srjing                   | *sring                |
| *-ng  | *-jing             | 薪 *sjing＞*sjin             | *sing                 |
| *-ng  | *-jing             | 仁 *njing＞*njin             | *s-ning               |
| *-ngw | *-jəngw            | 躬 *kjəngw                   | *gung                 |

#### Oclusivas finales sonoras
|      | Proto-sinotibetano | Chino antiguo (Li Fang-kuei) | Proto-tibeto- birmano |
| ---- | ------------------ | ---------------------------- | --------------------- |
| *-b  | *-əb               | 柔 *njəb＞*njəgw             | *nəw                  |
| *-d  | *-əd               | 𤈦 *smjədx                   | *məy                  |
| *-d  | *-ad               | 簸 *padx/s                   | *pwa·y                |
| *-d  | *-ad               | 太 *tads                     | *tay                  |
| *-d  | *-ad               | 蜾 *kwadx                    | *kwa·y                |
| *-d  | *-ad               | 我 *ngadx                    | *ngay                 |
| *-d  | *-ad               | 移 *lad                      | *lay                  |
| *-d  | *-id               | 四 *sjids                    | *b-liy                |
| *-d  | *-jid              | 妣 *pjidx                    | *piy                  |
| *-d  | *-jid              | 畀 *sbjids                   | *biy                  |
| *-d  | *-jid              | 几 *krjidx                   | *kriy                 |
| *-d  | *-jid              | 屎 *skhljidx                 | *kliy                 |
| *-d  | *-jid              | 死 *sjidx                    | *siy                  |
| *-g  | *-əg               | 母 *məgx                     | *ma                   |
| *-g  | *-jəg              | 負 *bjəgx                    | *ba, *bak             |
| *-g  | *-jəg              | 子 *tsjəgx                   | *tsa                  |
| *-g  | *-jəg              | 慈 *dzjəg                    | *m-dza                |
| *-g  | *-jəg              | 孳 *dzjəgs                   | *za                   |
| *-g  | *-jəg              | 耳 *njəgx                    | *r-na~*g-na           |
| *-g  | *-jəg              | 牛 *ngwjəg                   | *ngwa                 |
| *-g  | *-ag               | 補 *pagx                     | *pa                   |
| *-g  | *-ag               | 苦 *khagx                    | *ka                   |
| *-g  | *-ag               | 吾 *ngag                     | *nga                  |
| *-g  | *-ag               | 五 *ngagx                    | *l-nga~*b-nga         |
| *-g  | *-ag               | 狐 *gwag                     | *gwa                  |
| *-g  | *-jag              | 斧 *pjagx                    | *r-pwa                |
| *-g  | *-jag              | 夫 *pjag                     | *(p)wa                |
| *-g  | *-jag              | 父 *bjagx                    | *pa                   |
| *-g  | *-jag              | 無 *mjag                     | *ma                   |
| *-g  | *-jag              | 魚 *ngjag                    | *ngya                 |
| *-g  | *-jag              | 咀 *dzjag                    | *dza                  |
| *-g  | *-jag              | 汝 *njagx                    | *na                   |
| *-g  | *-ug               | 口 *khugx                    | *kuw                  |
| *-g  | *-ug               | 寇 *khugs                    | *r-kuw                |
| *-g  | *-jug              | 霧 *m(r)jugs                 | *(r-)muw              |
| *-g  | *-jug              | 軀 *khjug                    | *(s-)kuw              |
| *-g  | *-jug              | 乳 *njugx                    | *nuw                  |
| *-gw | *-əgw              | 寶 *pəgwx                    | *puw                  |
| *-gw | *-əgw              | 抱 *bəgwx                    | *buw                  |
| *-gw | *-jəgw             | 鳩 *kjəgw                    | *kuw                  |
| *-gw | *-jəgw             | 九 *kjəgwx                   | *d-kuw                |
| *-gw | *-jəgw             | 舅 *gjəgwx                   | *kuw                  |
| *-gw | *-agw              | 豪 *gagw                     | *m/s-gaw              |
| *-gw | *-agw              | 號 *gagws                    | *gaw                  |
| *-gw | *-agw              | 熬 *ngagw                    | *r-ngaw               |
| *-gw | *-agw              | 臊 *sagw                     | *sa·w                 |
| *-gw | *-jagw             | 飄/漂 *phjagw                | *pyaw                 |

#### Finales líquidas
|     | Proto-sinotibetano | Chino antiguo (Li Fang-kuei) | Proto-tibeto- birmano |
| --- | ------------------ | ---------------------------- | --------------------- |
| *-l | *-al               | 肝 *kan                      | *m-kal                |
| *-l | *-ul               | 本 *pən                      | *bul~*pul             |
| *-l | *-jul              | 銀 *ngjən                    | *(d)-ngul             |
| *-l | *-jul              | 閩 *mjən                     | *s-brul               |
| *-l | *-jal              | 疲 *brjal                    | *bal                  |
| *-l | *-il               | 洒 *silx                     | *(m-)s(y)il           |
| *-r | *-ar               | 播 *s-bars                   | *bwar                 |
| *-r | *-ar               | 皤 *bar, *par                | *pwa:r                |
| *-r | *-jar              | 販 *pjans                    | *par                  |
| *-r | *-jar              | 鮮 *sjan                     | *sar                  |
| *-r | *-uar              | 酸 *suan                     | *swa·r                |
| *-r | *-jur              | 飛 *pjər                     | *pur~*pir             |

## Vocabulario
Las palabras que no tienen paralelos siníticos fiables se señalizan mediante (TB).

### Humanos
| GLOSA               | Reconstrucción           | Reconstrucción | Chino antiguo (Baxter-Sagart) |
| GLOSA               | I. Peiros & S. Starostin | J. Matisoff    | Chino antiguo (Baxter-Sagart) |
| ------------------- | ------------------------ | -------------- | ----------------------------- |
| 'persona'           | *mĭ                      | *mi            | 民 *mi[ŋ]                     |
| 'hombre'            | *pă                      | *pʷa           | 父 *p(r)aʔ                    |
| 'mujer'             | *mǝw                     | *mow           | 母 *mˤoʔ (o məʔ)              |
| 'nombre (personal)' | *miǝŋ                    | *miŋ           | 名 *C.meŋ                     |

### Fenómenos naturales
| GLOSA       | Reconstrucción           | Reconstrucción | Chino antiguo (Baxter-Sagart) |
| GLOSA       | I. Peiros & S. Starostin | J. Matisoff    | Chino antiguo (Baxter-Sagart) |
| ----------- | ------------------------ | -------------- | ----------------------------- |
| 'tierra'    | *ƛăy                     | *ley ~ *lǝy    | 地 *[l]ˤej-s                  |
| 'piedra'    | *ƛɨāŋ ~ *ƛɨāk            | *luŋ ~ *luk    | 琭 *[r]ˤok                    |
| 'arena'     | *srāy                    | *sa            | 沙 *sˤraj                     |
| 'fuego'     | *mēyH                    | *mey           | 火 *[qʷʰ]ˤəjʔ                 |
| 'humo'      | *gʰiw                    | *kǝw           | 熏 *qʰu[n]                    |
| 'agua'      | *tujʔ                    | *t(w)i(y)      | 水 *s.turʔ                    |
| 'lluvia'    | *(r-)qʰʷăH               | *rwa ~ *wa     | 雨 *C.ɢʷ(r)aʔ                 |
| 'sol'       | *nĭy                     | *nǝy           | 日 *C.nik                     |
| 'luna' (TB) | *(s-)lăH                 | *la            | __                            |
| 'estrella'  | *(s-)q(ʰ)ār              | *kar           | 扈 *m-qˤaʔ                    |
| 'noche'     | *yăH                     | *ya            | 夜 *[ɢ]Ak-s                   |
| 'árbol'     | *sĭŋ                     | *siŋ ~ *sik    | 薪 *[s]i[n]                   |
| 'hoja'      | *lăp                     | *lap           | 葉 *l[a]p                     |
| 'raíz'      | *bʰūl                    | *bul ~ *pul    | 本 *C.pˤə[n]ʔ                 |

### Adjetivos
| GLOSA        | Reconstrucción           | Reconstrucción        | Chino antiguo (Baxter-Sagart) |
| GLOSA        | I. Peiros & S. Starostin | J. Matisoff           | Chino antiguo (Baxter-Sagart) |
| ------------ | ------------------------ | --------------------- | ----------------------------- |
| 'negro' (TB) | *nǝk                     | *nak                  | 黑 *m̥ˤək                      |
| 'blanco'     | wār                      | *hwār                 | 皤 *[b]ˤar                    |
| 'grande'     | *tayH                    | *tay                  | 大 *lˤa[t]-s                  |
| 'frío'       | *(k-)răŋ ~ *(k-)răk      | *glak ~ *glaŋ ~ *graŋ | 涼 *C.raŋ                     |
| 'caliente'   | *lɨm                     | *lim ~ *lum           | 融 *luŋ                       |
| 'largo' (TB) | *rĭŋ                     | *riŋ                  | __                            |
| 'nuevo'      | *cʰăr                    | *sar                  | 鮮 *s[a]r                     |

### Raíces verbales
| GLOSA             | Reconstrucción           | Reconstrucción            | Chino antiguo (Baxter-Sagart) |
| GLOSA             | I. Peiros & S. Starostin | J. Matisoff               | Chino antiguo (Baxter-Sagart) |
| ----------------- | ------------------------ | ------------------------- | ----------------------------- |
| 'comer'           | *ʒʰa                     | *dzya                     | 咀 *dzaɁ                      |
| 'beber'           | *dʰɨn ~ *dʰɨŋ            | *daŋ ~ *doŋ               |                               |
| 'morder'          | *wā                      | *wa                       |                               |
| 'morir'           | *sĭy(H)                  | *sǝy                      | 死 *sijʔ                      |
| 'conocer, pensar' | *siǝH                    | *syey                     | 悉 *[s]i[t]                   |
| 'oír' (TB)        | *tʰa(s)                  | *ta                       | N/A                           |
| 'dormir'          | *mĭyH                    | *mwǝy                     | 寐 *mi[t]-s                   |
| 'estar en pie'    | *ryǝp                    | *r(y)ap                   | 立 *k.rәp                     |
| 'sentarse'        | *tūŋ ~ *tūk              | *duŋ ~ *duk ~ *tuŋ ~ *tuk | 住 *dro(ʔ)-s                  |
| 'dar'             | *pĭy                     | *bǝy                      | 畀 *pi[k]‑s                   |

### Números
| GLOSA | Reconstrucción           | Reconstrucción           | Chino antiguo (Baxter-Sagart) | Tibetano clásico | Birmano escrito |
| GLOSA | I. Peiros & S. Starostin | J. Matisoff              | Chino antiguo (Baxter-Sagart) | Tibetano clásico | Birmano escrito |
| ----- | ------------------------ | ------------------------ | ----------------------------- | ---------------- | --------------- |
| '1'   | *dyiǝk                   | *dik ~ *t(y)ik ~ *t(y)ak | 一 *ʔi[t], 隻 *tek            | gcig             | tac             |
| '2'   | *nĭy                     | *ni                      | 二 *ni[j]-s                   | gnyis            | nhac            |
| '3'   | *sɨm                     | *sum                     | 三 *s.rum                     | gsum             | sumḥ            |
| '4'   | *lĭy                     | *lǝy                     | 四 *s.li[j]-s                 | bzhi             | liy             |
| '5'   | *ŋāH                     | *ŋa                      | 五 *C.ŋˤaʔ                    | lnga             | ṅāḥ             |
| '6'   | *rŭk                     | *ruk                     | 六 *k.ruk                     | drug             | khrok           |
| '7'   | *(s-)nĭt                 | *ni                      | 七 *[tsʰ]i[t]                 |                  | khu-nac         |
| '8'   | *ryēt                    | *gyat ~ *ryat ~ *rit     | 八 *pˤret                     | brgyad           | rhac            |
| '9'   | *kwɨH                    | *gǝw ~ *kǝw              | 九 *[k]uʔ                     | dgu              | kuiḥ            |
| '10'  | *k(ʰ)ĭp                  | *g(y)ip                  | 十 *t.[g]әp                   |                  | kip             |
| '100' | *(p-)ryā                 | *gya                     | 百 *pˤrak                     | brgya            | ryā             |